# Nepenthes alba
Nepenthes alba là một loài cây đặc hữu của bán đảo Malaysia. Tên của nó alba có nguồn gốc từ tiếng Latin từ albus, có nghĩa là "trắng", và đề cập đến màu sắc của bình đựng.